# آچینت
آچینِت که با نام‌های آچینِد، آچینِچ یا چِنِت (Achined، Achinech، Chenet، Achinet) نیز شناخته می‌شود نامی است که مردمان گوانچه (بومیان اصلی جزایر قناری) برای نامیدن جزیرهٔ تنریف (بزرگرترین جزیره در میان جزایر قناری) بکار می‌بردند.

## بخش‌بندی‌های سیاسی

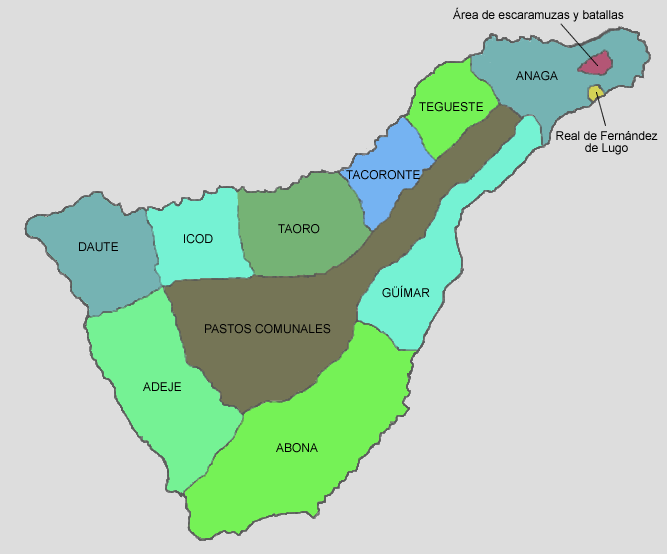
نقشهٔ سیاسی جزیرهٔ تنریف پیش از حملهٔ اسپانیایی‌ها. هر یک از بخش‌ها نشان‌دهندهٔ یک پادشاهی محلی است.

جزیرهٔ تنریف به نُه پادشاهی مجزا تقسیم شده‌بود که با نام منسیاتو (menceyato) شناخته می‌شدند و هرکدام یک شاه (Mencey) داشتند.
پادشاهی‌های نُه‌گانه جزیرهٔ تنریف در هنگام حملهٔ اسپانیایی‌ها چنین بودند:
- منسیاتوی تاکورونت
- منسیاتوی آبونا
- منسیاتوی گویمار
- منسیاتوی تائورو
- منسیاتوی آناگا
- منسیاتوی آدجه
- منسیاتوی ایکود
- منسیاتوی داوت
- منسیاتوی تگوست